# Château de Fougeret
Pour les articles homonymes, voir Fougeret.
Le château de Fougeret est un château construit entre les XIVe et XVIe siècles, et largement rénové au XIXe siècle. Il est situé dans la commune de Queaux, dans le département de la Vienne.

## Historique
Le lieu est mentionné dès 1337. Il tiendrait son nom d'une famille noble, Fougères ou Fougeré. L'établissement en haut d'une falaise dominant la Vienne d'une place forte, au début de la guerre de Cent Ans, donne au lieu une fonction défensive.
La construction du château actuel remonte au XVe siècle. La famille Frotier l'aurait construit. Il s'agit initialement d'un château « champêtre », à vocation féodale, sans grande prétention architecturale.
Fougeret fut, sous l'Ancien Régime, un lieu de haute justice. À la Révolution, son propriétaire fuit la France et le château est récupéré par Louis-François Bonaventure, maire de la commune, qui y établit sa résidence.
Sous le Second Empire, une campagne de restauration menée par ses propriétaires, la famille Robin-Médard, lui donne son aspect actuel.
Dans le premier tiers du XXe siècle, le château de Fougeret devient, sous l'impulsion de son propriétaire Paul Robain, ami de Charles Maurras et sympathisant de l'Action française, un lieu important de rencontres et de fêtes pour les milieux de la haute bourgeoisie et de l'aristocratie, notamment dans les cercles catholiques et royalistes.
En cours de rénovation depuis 2009, le château de Fougeret a été inscrit au titre des monuments historiques en 2010.

## Description
Situé en haut d'une falaise de trente-huit mètres, il domine la vallée de la Vienne. Il est entouré d’un parc de dix hectares qui borde la Vienne, comportant des allées en étoiles avec un arboretum d'essences venues du Nouveau Monde : noyers américains, séquoias géants… 
Le corps de logis est flanqué de trois tours rondes et d'une chapelle. Deux tours indépendantes s'ajoutent à proximité du bâtiment principal. 
La notice mentionne, entre autres éléments remarquables, des peintures murales et fresques, des plafonds à voûtains plats aux clés décorées et peintes, une mosaïque, des boiseries, une cheminée gothique en pierre monumentale sculptée, un escalier en pierre au style gothique avec une rambarde en remplage de type Chambord, des fenêtres à meneaux en pierre.    
Il garde certains éléments médiévaux, notamment ses bretèches, ses caves, ses sarcophages et sa glacière, ainsi que deux fenêtres à meneaux. Sa restauration au  XIXe siècle par une famille bourgeoise a pour but de moderniser et de mettre en scène la richesse et l'importance de ses propriétaires. Il est surélevé d'un étage, la répartition et l'organisation des fenêtres sont repensées. Son intérieur devient très sophistiqué. Il présente de larges éléments de style néo-gothique, éclectique et troubadour.  
L'édifice fait l'objet d'importants travaux de rénovation depuis mars 2009 par ses nouveaux propriétaires, après avoir été laissé à l'abandon pendant près d'un demi-siècle.

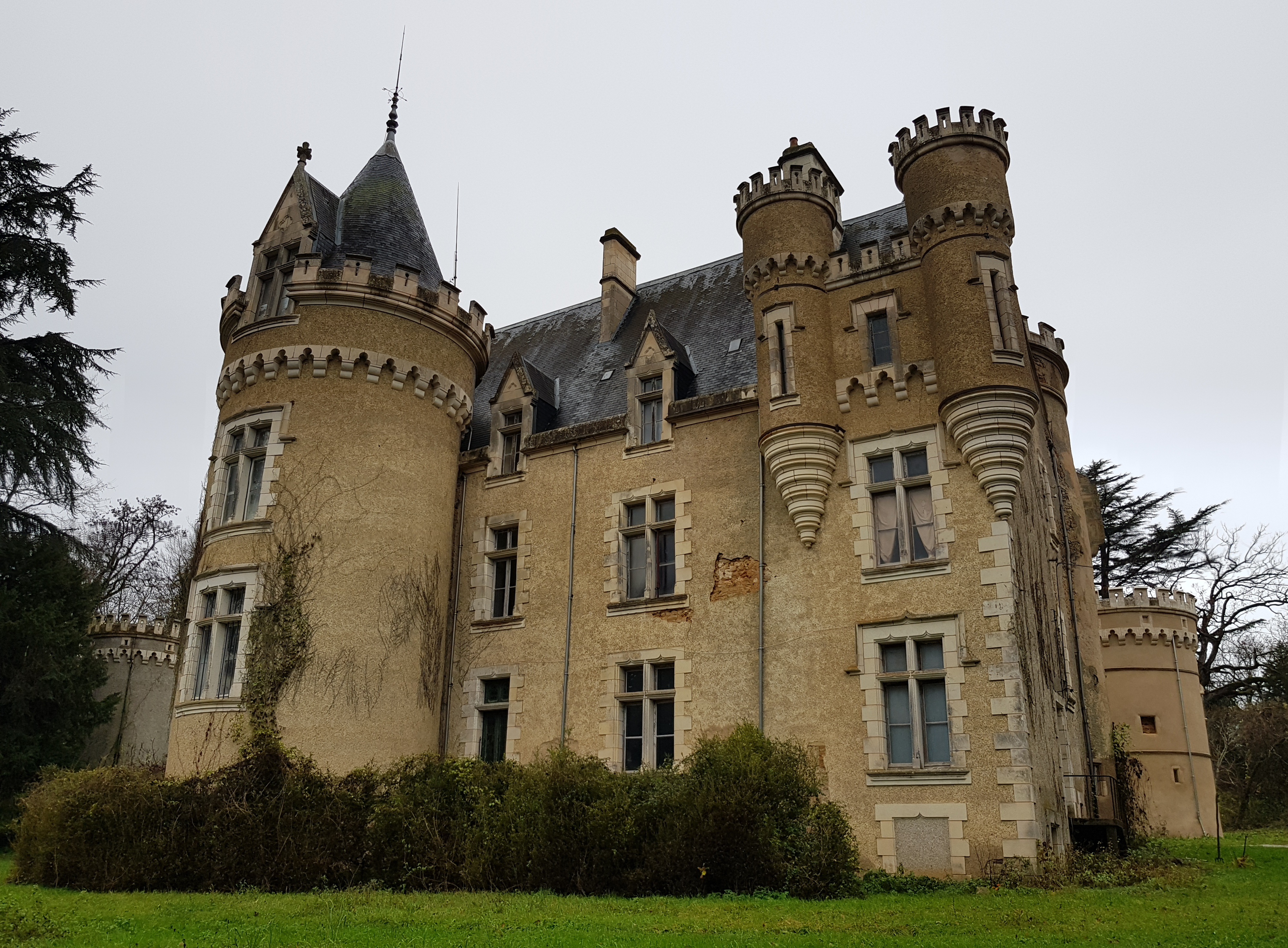
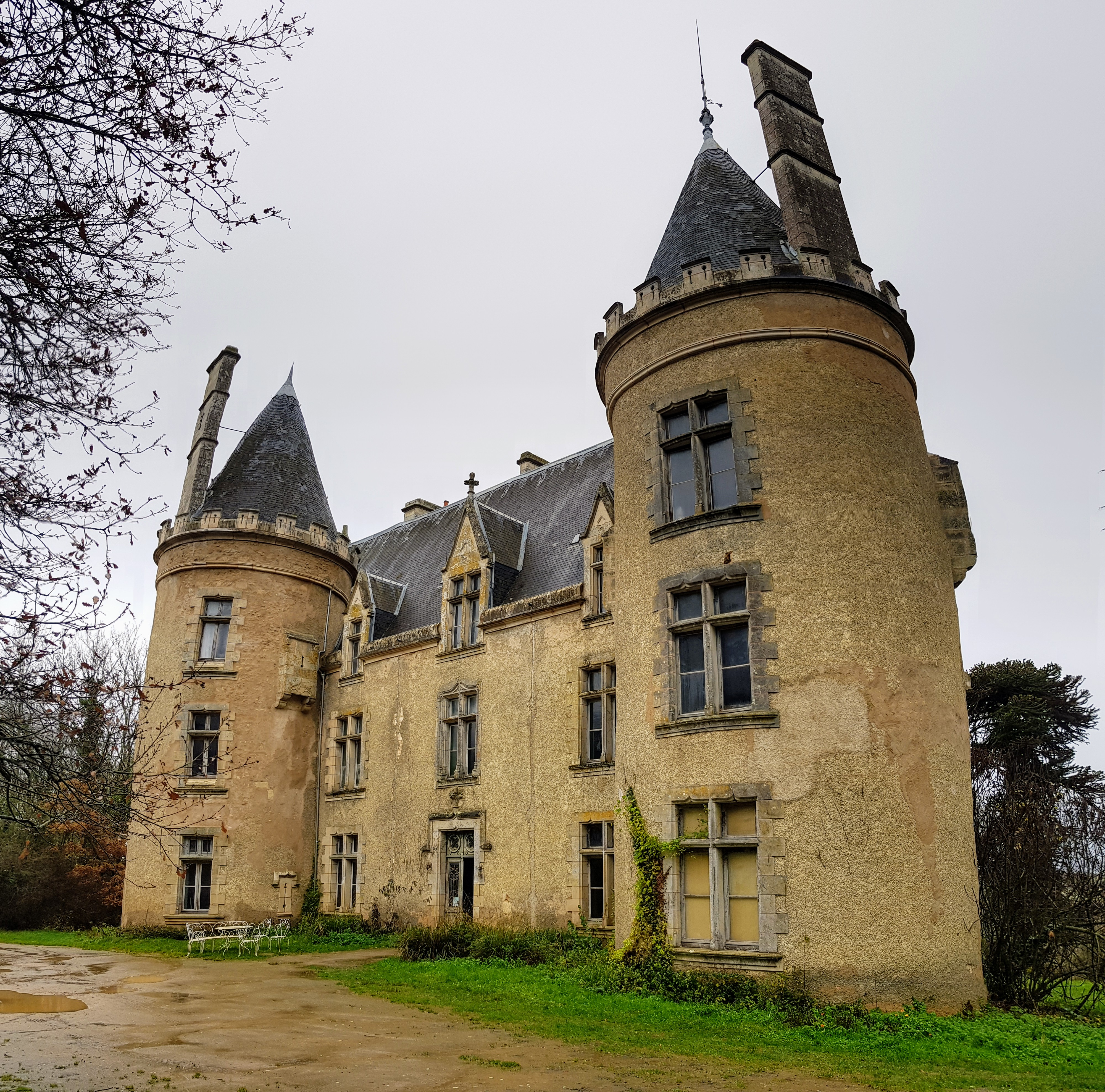

## Folklore et légendes
Depuis 2009, les propriétaires témoignent d'expériences paranormales dans leur château. Ils décident d’organiser des soirées avec la présence de médiums à partir de 2010 et, en même temps, ils organisent des nuitées spirites. Ils déclarent que « Tout ce qu’on gagne en saison avec la location des chambres passe dans les travaux et les réparations. », sans toutefois fournir une comptabilité transparente par l'intermédiaire d'une association, le château étant exploité par une société commerciale.
Rapidement le château connaît un succès grâce notamment à des publications ou reportages dans plusieurs médias nationaux (TF1, Le Parisien, …),. Netflix avec sa série Jusqu'à l'Aube consacrera un épisode à ce château. Des sceptiques (ou des enquêteurs) se posent des questions sur la véracité de ces phénomènes,.

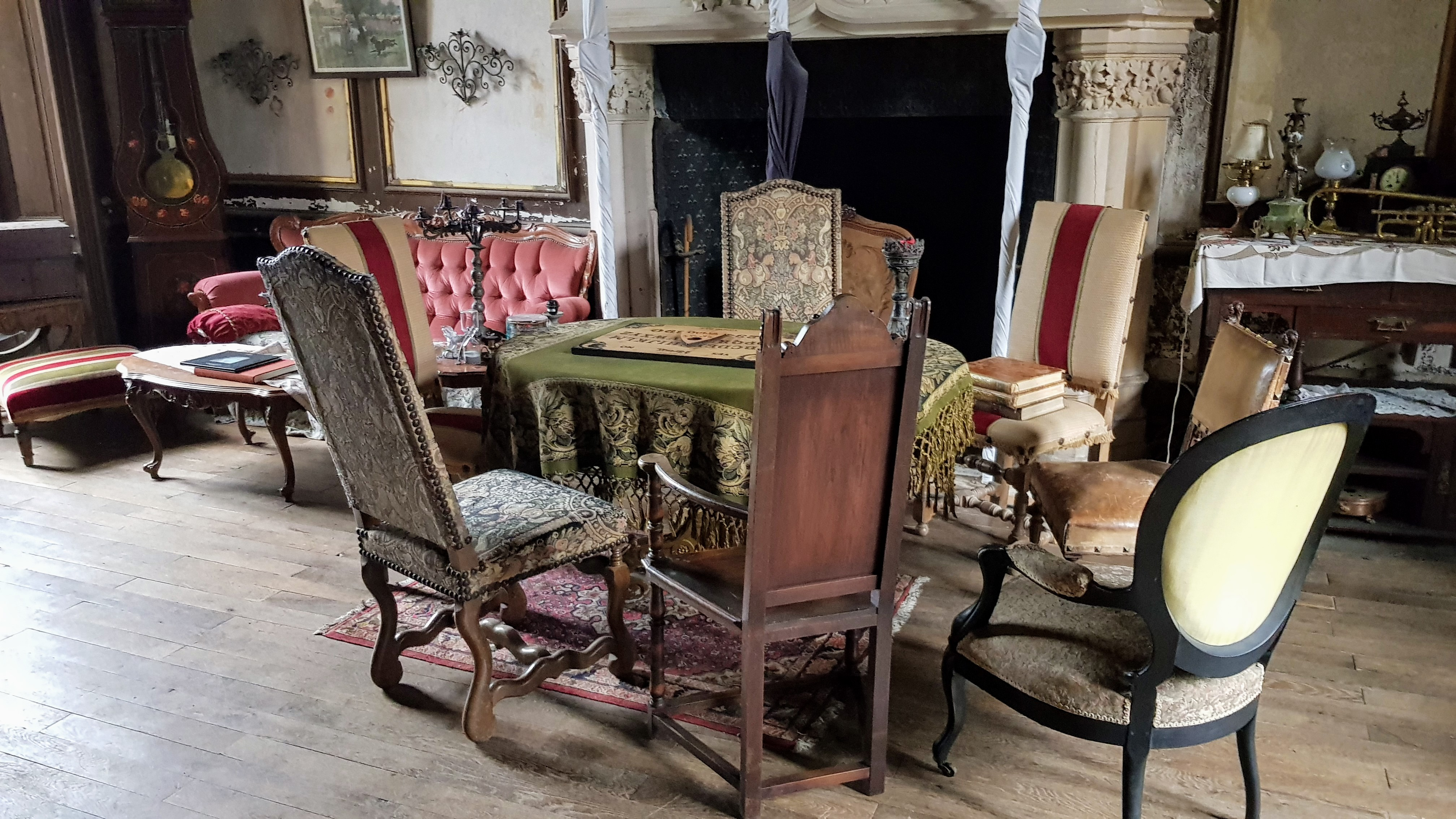
Une table de ouija.
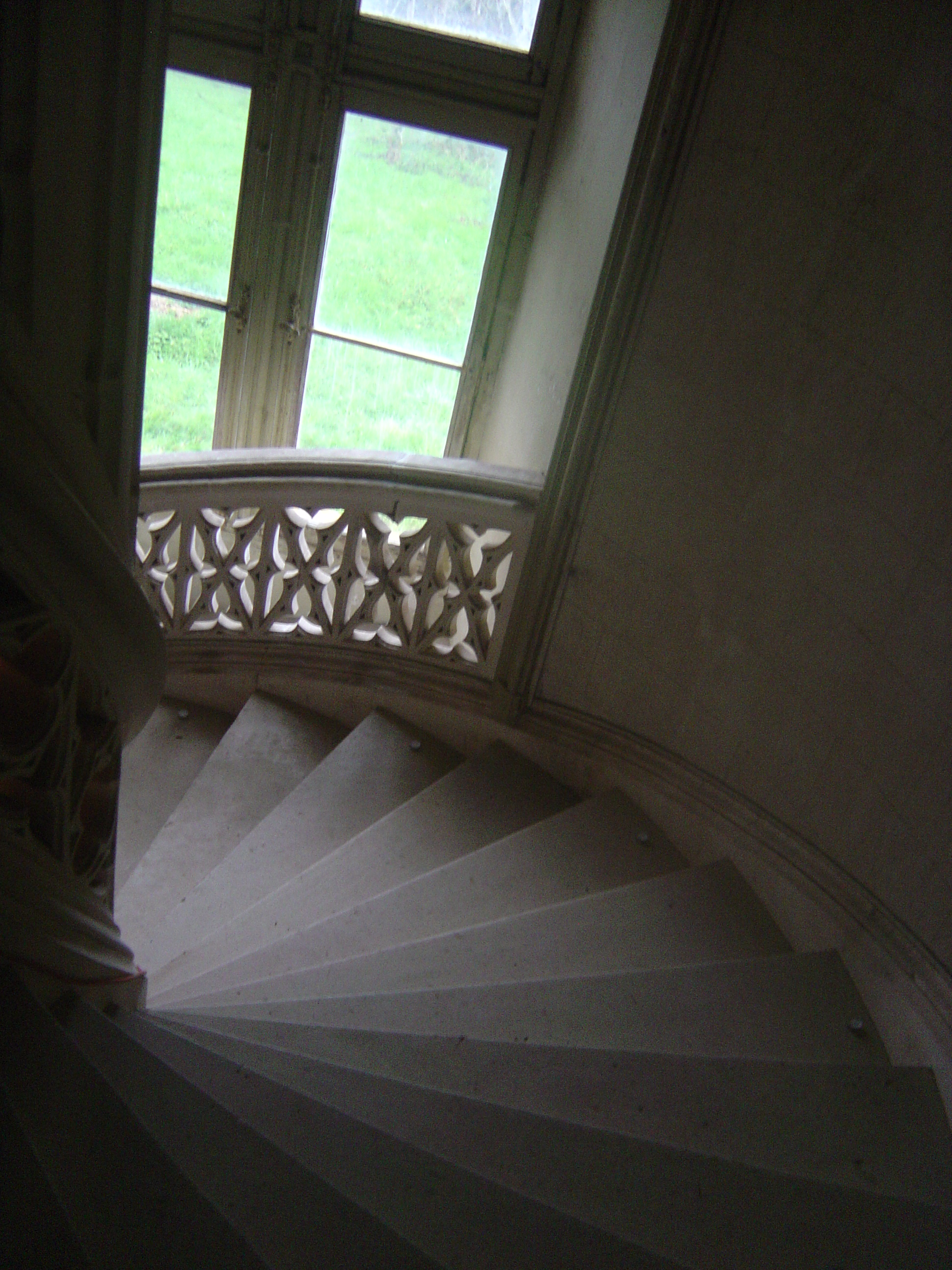
Escalier central.
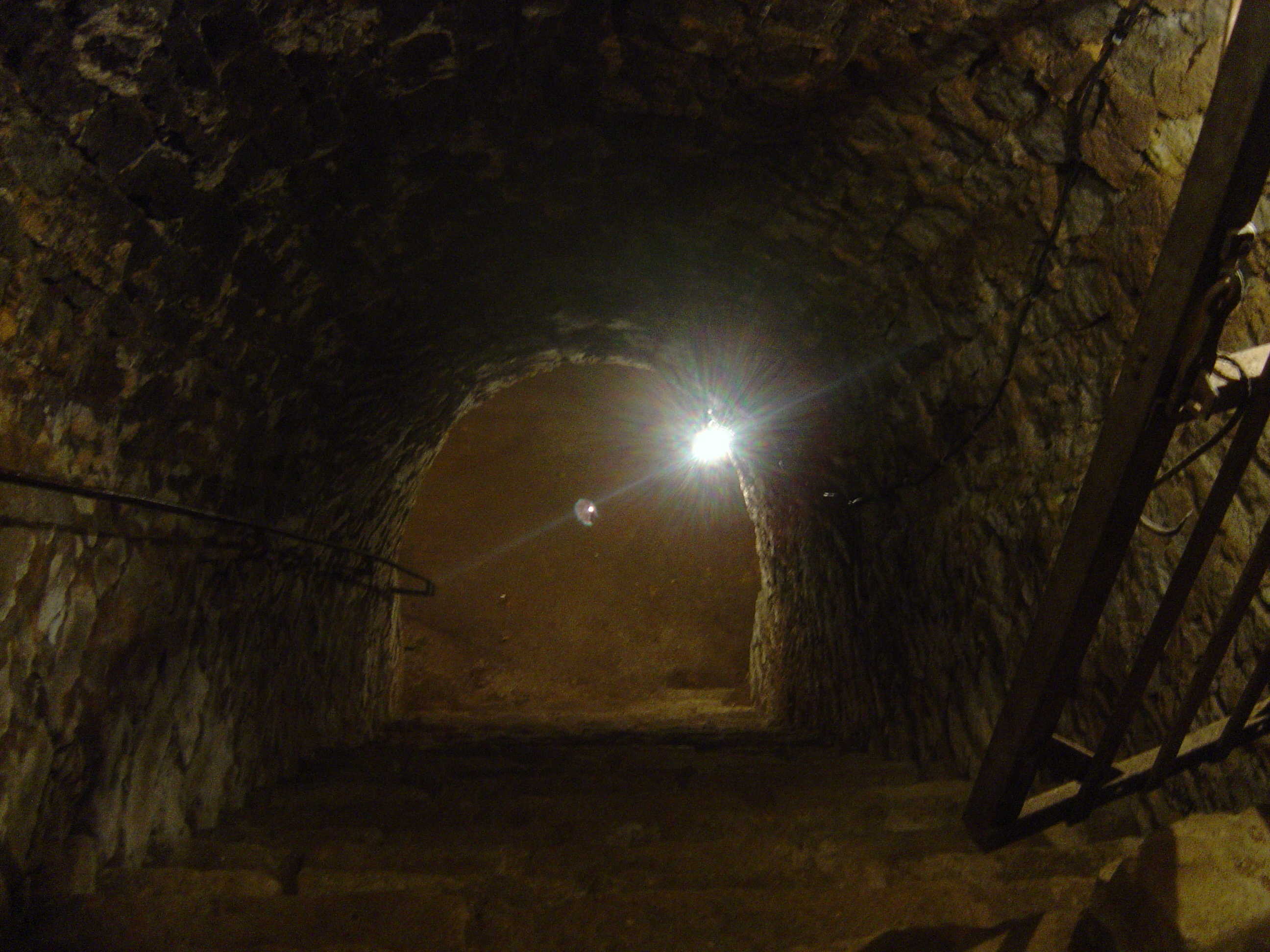
Escaliers de la cave.
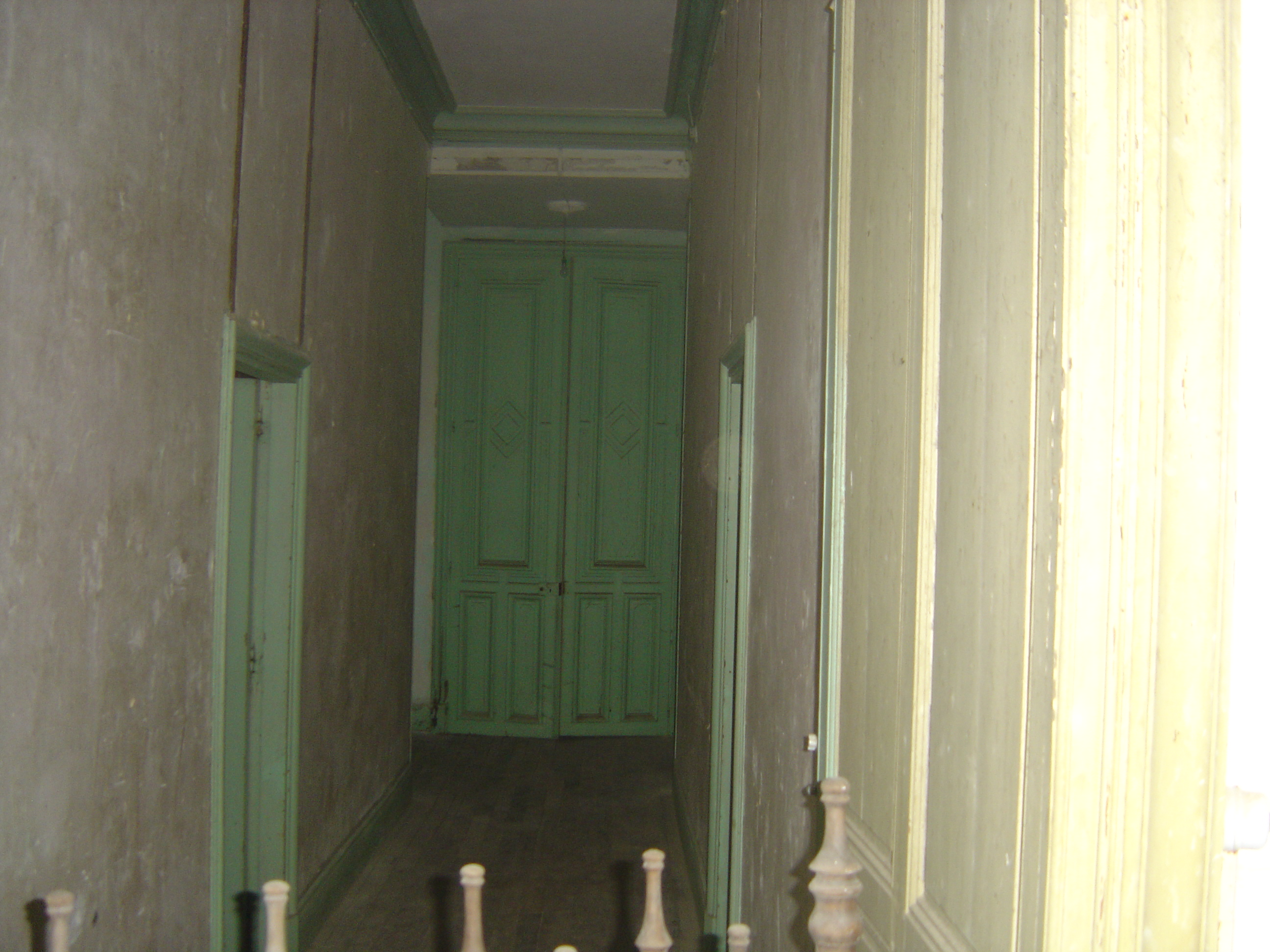
Premier étage.
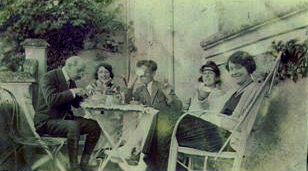
Jardin – image d'archives du château de Fougeret.